# NGC 6580
NGC 6580 is een elliptisch sterrenstelsel in het sterrenbeeld Hercules. Het hemelobject werd op 7 augustus 1864 ontdekt door de Duitse astronoom Albert Marth.

## Synoniemen
- UGC 11153
- MCG 4-43-12
- ZWG 142.22
- PGC 61566